# Leff Lefferts
Leff Lefferts ist ein US-amerikanischer Toningenieur

## Karriere
Lefferts begann seine Karriere 2005 mit Star Wars: Episode III – Die Rache der Sith. Darauf folgten über 100 Filmproduktionen als Tonmischer und Toningenieur. Für den Branchenpreis Golden Reel Award war er vierzehn Mal nominiert und konnte ihn 2014 für Epic – Verborgenes Königreich, 2018 für Carne y arena und 2025 für Der wilde Roboter von Chris Sanders gewinnen. Für Letzteren wurde er bei der Oscarverleihung 2025 zusammen mit Randy Thom, Gary A. Rizzo und Brian Chumney in der Kategorie Bester Ton nominiert.
Lefferts arbeitet bei Skywalker Sound.

## Filmografie (Auswahl)
- 2005: Star Wars: Episode III – Die Rache der Sith
- 2012: Der Lorax
- 2013: Epic – Verborgenes Königreich
- 2013: Die Croods
- 2017: Carne y arena
- 2017: Ferdinand – Geht STIERisch ab!
- 2019: Spione Undercover – Eine wilde Verwandlung
- 2019: Drachenzähmen leicht gemacht 3: Die geheime Welt
- 2020: The Midnight Sky
- 2020: Die Croods – Alles auf Anfang
- 2021: McCartney 3,2,1
- 2022: Pinocchio
- 2022: Ice Age – Die Abenteuer von Buck Wild
- 2023: Der Super Mario Bros. Film
- 2024: Der wilde Roboter

## Auszeichnungen (Auswahl)
- 2013: Golden-Reel-Award-Nominierung in der Kategorie Bester Tonschnitt für Der Lorax
- 2014: Golden Reel Award in der Kategorie Bester Tonschnitt für Epic – Verborgenes Königreich
- 2018: Golden Reel Award in der Kategorie Bester Tonschnitt für Carne y arena
- 2020: Golden-Reel-Award-Nominierungen in der Kategorie Bester Tonschnitt für Spione Undercover – Eine wilde Verwandlung und Drachenzähmen leicht gemacht 3: Die geheime Welt
- 2021: Golden-Reel-Award-Nominierungen in der Kategorie Bester Tonschnitt für The Midnight Sky und Die Croods – Alles auf Anfang
- 2022: Golden-Reel-Award-Nominierung in der Kategorie Bester Tonschnitt für McCartney 3,2,1
- 2022: Primetime-Emmy-Nominierung in der Kategorie Bester Tonschnitt für McCartney 3,2,1
- 2023: Golden-Reel-Award-Nominierungen in der Kategorie Bester Tonschnitt für Pinocchio und Ice Age – Die Abenteuer von Buck Wild
- 2024: Golden-Reel-Award-Nominierung in der Kategorie Bester Tonschnitt für Der Super Mario Bros. Film
- 2025: CIC-Award-Nominierung in der Kategorie Bester Ton für Der wilde Roboter
- 2025: Golden Reel Award in der Kategorie Bester Tonschnitt für Der wilde Roboter
- 2025: Oscar-Nominierung in der Kategorie Bester Ton für Der wilde Roboter